# Seznam medailistů na mistrovství světa ve vzpírání
Seznam medailistů na mistrovství světa ve vzpírání uvádí přehled vzpěračů, kteří získali medaile v jednotlivých disciplínách na mistrovstvích světa ve vzpírání.

## Muší váha
| Rok      | Limit | Zlato                     | Stříbro            | Bronz                     |
| -------- | ----- | ------------------------- | ------------------ | ------------------------- |
| MS 1969  | 52 kg | Vladislav Kriščišin       | Vladimir Smetanin  | Walter Szołtysek          |
| MS 1970  | 52 kg | Sándor Holczreiter        | Walter Szołtysek   | Vladimir Smetanin         |
| MS 1971  | 52 kg | Zygmunt Smalcerz          | Sándor Holczreiter | Masahiro Ueki             |
| MS 1972* | 52 kg | Zygmunt Smalcerz          | Lajos Szűcs        | Sándor Holczreiter        |
| MS 1973  | 52 kg | Mohammad Nassiri          | Lajos Szűcs        | Zygmunt Smalcerz          |
| MS 1974  | 52 kg | Mohammad Nassiri          | György Kőszegi     | Takeshi Horikoshi         |
| MS 1975  | 52 kg | Zygmunt Smalcerz          | Alexandr Voronin   | Lajos Szűcs               |
| MS 1976* | 52 kg | Alexandr Voronin          | György Kőszegi     | Mohammad Nassiri          |
| MS 1977  | 52 kg | Alexandr Voronin          | György Kőszegi     | Francisco Casamayor       |
| MS 1978  | 52 kg | Kanybek Osmonaliyev       | Tadeusz Golik      | Francisco Casamayor       |
| MS 1979  | 52 kg | Kanybek Osmonaliyev       | Ferenc Hornyák     | Nebyla udělena            |
| MS 1979  | 52 kg | Kanybek Osmonaliyev       | Alexandr Voronin   | Nebyla udělena            |
| MS 1980* | 52 kg | Kanybek Osmonaliyev       | Ho Bong-Chol       | Han Gyong-Si              |
| MS 1981  | 52 kg | Kanybek Osmonaliyev       | Jacek Gutowski     | Kazushito Manabe          |
| MS 1982  | 52 kg | Stefan Leletko            | Yenia Sarandaliev  | Jacek Gutowski            |
| MS 1983  | 52 kg | Neno Terziyski            | Jacek Gutowski     | Stefan Leletko            |
| MS 1984* | 52 kg | Zeng Guoqiang             | Zhou Peishun       | Kazushito Manabe          |
| MS 1985  | 52 kg | Sevdalin Marinov          | Zeng Guoqiang      | Bernard Piekorz           |
| MS 1986  | 52 kg | Sevdalin Marinov          | Jacek Gutowski     | Alexej Kokolcev           |
| MS 1987  | 52 kg | Sevdalin Marinov          | He Zhuoqiang       | Jacek Gutowski            |
| MS 1989  | 52 kg | Ivan Ivanov               | He Zhuoqiang       | Traian Cihărean           |
| MS 1990  | 52 kg | Ivan Ivanov               | Huang Xiliang      | Zhang Zairong             |
| MS 1991  | 52 kg | Ivan Ivanov               | Sevdalin Minchev   | Zhang Zairong             |
| MS 1993  | 54 kg | Ivan Ivanov               | Halil Mutlu        | Ko Kwang-Ku               |
| MS 1994  | 54 kg | Halil Mutlu               | Ivan Ivanov        | Sevdalin Minchev          |
| MS 1995  | 54 kg | Zhang Xiangsen            | Halil Mutlu        | Lan Shizhang              |
| MS 1997  | 54 kg | Lan Shizhang              | Yang Bin           | Wang Shin-yuan            |
| MS 2018  | 55 kg | Om Yun-chol               | Arli Čontej        | Mirco Scarantino          |
| MS 2019  | 55 kg | Om Yun-chol               | Igor Son           | Mansour Al-Saleem         |
| MS 2021  | 55 kg | Arli Chontey              | Thada Somboon-uan  | Angel Rusev               |
| MS 2022  | 55 kg | Theerapong Silachai       | Ngô Sơn Đỉnh       | Kim Jong-ho               |
| MS 2023  | 55 kg | Lại Gia Thành (VIE)       | Ngô Sơn Đỉnh (VIE) | Natthawat Chomchuen (THA) |
| MS 2024  | 55 kg | Natthawat Chomchuen (THA) | Thiago Silva (BRA) | Fernando Agad (PHI)       |

## Bantamová váha
| Rok     | Limit | Zlato               | Stříbro               | Bronz                      |
| ------- | ----- | ------------------- | --------------------- | -------------------------- |
| MS 1947 | 56 kg | Joseph DePietro     | Richard Tom           | Rosaire Smith              |
| MS 1949 | 56 kg | Mahmoud Namjoo      | Kamal Mahgoub         | Joseph DePietro            |
| MS 1950 | 56 kg | Mahmoud Namjoo      | Rafael Čimiškjan      | Kamal Mahgoub              |
| MS 1951 | 56 kg | Mahmoud Namjoo      | Ali Mirzaei           | Kamal Mahgoub              |
| MS 1953 | 56 kg | Ivan Udodov         | Kamal Mahgoub         | Karel Saitl                |
| MS 1954 | 56 kg | Bakir Farkhutdinov  | Mahmoud Namjoo        | Ali Mirzaei                |
| MS 1955 | 56 kg | Vladimir Stogov     | Charles Vinci         | Mahmoud Namjoo             |
| MS 1957 | 56 kg | Vladimir Stogov     | Ali Safa-Sonboli      | Mahmoud Namjoo             |
| MS 1958 | 56 kg | Vladimir Stogov     | Charles Vinci         | Ali Safa-Sonboli           |
| MS 1959 | 56 kg | Vladimir Stogov     | Marian Jankowski      | Imre Földi                 |
| MS 1961 | 56 kg | Vladimir Stogov     | Imre Földi            | Jošinobu Mijake            |
| MS 1962 | 56 kg | Jošinobu Mijake     | Imre Földi            | Vladimir Stogov            |
| MS 1963 | 56 kg | Alexej Vachonin     | Hiroshi Fukuda        | Shiro Ichinoseki           |
| MS 1964 | 56 kg | Alexej Vachonin     | Imre Földi            | Shiro Ichinoseki           |
| MS 1965 | 56 kg | Imre Földi          | Shiro Ichinoseki      | Yoshiyuki Miyake           |
| MS 1966 | 56 kg | Alexej Vachonin     | Imre Földi            | Mohammad Nassiri           |
| MS 1968 | 56 kg | Mohammad Nassiri    | Imre Földi            | Henryk Trębicki            |
| MS 1969 | 56 kg | Mohammad Nassiri    | Atanas Kirov          | Hiroshi Ono                |
| MS 1970 | 56 kg | Mohammad Nassiri    | Imre Földi            | Henryk Trębicki            |
| MS 1971 | 56 kg | Gennadij Četin      | Henryk Trębicki       | Mohammad Nassiri           |
| MS 1972 | 56 kg | Imre Földi          | Mohammad Nassiri      | Gennadij Četin             |
| MS 1973 | 56 kg | Atanas Kirov        | Georgi Todorov        | Koji Miki                  |
| MS 1974 | 56 kg | Atanas Kirov        | Leszek Skorupa        | Jiro Hosotani              |
| MS 1975 | 56 kg | Atanas Kirov        | Waldemar Korcz        | Karel Prohl                |
| MS 1976 | 56 kg | Norair Nurikjan     | Grzegorz Cziura       | Kenkichi Ando              |
| MS 1977 | 56 kg | Jiro Hosotani       | Georgi Todorov        | Chen Manlin                |
| MS 1978 | 56 kg | Daniel Núñez        | Marek Seweryn         | Kenkichi Ando              |
| MS 1979 | 56 kg | Anton Kodžabašev    | Viktor Veretennikov   | Tadeusz Dembończyk         |
| MS 1980 | 56 kg | Daniel Núñez        | Jurik Sarkisjan       | Tadeusz Dembończyk         |
| MS 1981 | 56 kg | Anton Kodžabašev    | Andreas Letz          | Nikolaj Zacharov           |
| MS 1982 | 56 kg | Anton Kodžabašev    | Oksen Mirzojan        | Wu Shude                   |
| MS 1983 | 56 kg | Oksen Mirzojan      | Naim Suleymanov       | Andreas Letz               |
| MS 1984 | 56 kg | Wu Shude            | Lai Runming           | Masahiro Kotaka            |
| MS 1985 | 56 kg | Neno Terziyski      | Oksen Mirzojan        | He Yingqiang               |
| MS 1986 | 56 kg | Mitko Grablev       | He Yingqiang          | Oksen Mirzojan             |
| MS 1987 | 56 kg | Neno Terziyski      | Liu Shoubin           | Ri Jae-Son                 |
| MS 1989 | 56 kg | Hafiz Suleymanov    | Liu Shoubin           | He Yingqiang               |
| MS 1990 | 56 kg | Liu Shoubin         | He Yingqiang          | Chun Byung-Kwan            |
| MS 1991 | 56 kg | Chun Byung-Kwan     | Liu Shoubin           | Luo Jianming               |
| MS 1993 | 59 kg | Nikolaj Pešalov     | Hafız Süleymanoğlu    | Tang Lingsheng             |
| MS 1994 | 59 kg | Nikolaj Pešalov     | Hafız Süleymanoğlu    | Radostin Panayotov         |
| MS 1995 | 59 kg | Leonidas Sabanis    | Chun Byung-Kwan       | Nikolaj Pešalov            |
| MS 1997 | 59 kg | Stefan Georgiev     | Le Maosheng           | Sevdalin Minchev           |
| MS 1998 | 56 kg | Halil Mutlu         | Lan Shizhang          | Ivan Ivanov                |
| MS 1999 | 56 kg | Halil Mutlu         | Adrian Jigău          | Wang Shin-yuan             |
| MS 2001 | 56 kg | Halil Mutlu         | Wang Shin-yuan        | William Vargas             |
| MS 2002 | 56 kg | Wu Meijin           | Yang Chin-yi          | Adrian Jigău               |
| MS 2003 | 56 kg | Wu Meijin           | Adrian Jigău          | Sedat Artuç                |
| MS 2005 | 56 kg | Wang Shin-yuan      | Lee Jong-Hoon         | Hoàng Anh Tuấn             |
| MS 2006 | 56 kg | Li Zheng            | Sergio Álvarez        | Hoàng Anh Tuấn             |
| MS 2007 | 56 kg | Ča Kum-čol          | Li Čeng               | Eko Yuli Irawan            |
| MS 2009 | 56 kg | Lung Čching-čchüan  | Wu Ťing-piao          | Sergio Álvarez             |
| MS 2010 | 56 kg | Wu Ťing-piao        | Lung Čching-čchüan    | Čcha Kum-čchol             |
| MS 2011 | 56 kg | Wu Ťing-piao        | Čao Čchao-ťün         | Valentin Christov          |
| MS 2013 | 56 kg | Om Jun-čchol        | Lung Čching-čchüan    | Thach Kim Tuan             |
| MS 2014 | 56 kg | Om Jun-čchol        | Thạch Kim Tuấn        | Long Qingquan              |
| MS 2015 | 56 kg | Om Jun-čchol        | Wu Jingbiao           | Thạch Kim Tuấn             |
| MS 2017 | 56 kg | Thạch Kim Tuấn      | Trần Lê Quốc Toàn     | Witoon Mingmoon            |
| MS 2018 | 61 kg | Eko Yuli Irawan     | Li Fabin              | Qin Fulin                  |
| MS 2019 | 61 kg | Li Fabin            | Eko Yuli Irawan       | Francisco Mosquera         |
| MS 2021 | 61 kg | Shin Rok            | Šota Mishvelidze      | Seraj Al-Saleem            |
| MS 2022 | 61 kg | Li Fabin            | Eko Yuli Irawan       | Che Jüe-ťi                 |
| MS 2023 | 61 kg | Li Fabin (CHN)      | Sergio Massidda (ITA) | Ding Hongjie (CHN)         |
| MS 2024 | 60 kg | Pak Myong-jin (PRK) | Aniq Kasdan (MAS)     | Nguyễn Trần Anh Tuấn (VIE) |

## Pérová váha
| Rok     | Limit | Zlato              | Stříbro               | Bronz                  |
| ------- | ----- | ------------------ | --------------------- | ---------------------- |
| MS 1906 | 60 kg | Daniel de Lapalud  | Joseph Staen          | Charles Cellier        |
| MS 1910 | 60 kg | Emil Kliment       | Alfred Anschütz       | Franz Schmitz          |
| MS 1911 | 60 kg | Alfred Anschütz    | Emil Kliment          | Georg Vogel            |
| MS 1911 | 60 kg | Emil Kliment       | Jakob Vogt            | Oswald Greth           |
| MS 1911 | 60 kg | Rudolf Thamme      | Oswald Greth          | Georg Weißbeck         |
| MS 1911 | 60 kg | Emil Kliment       | Gustav Kubu           | Rudolf Meier           |
| MS 1913 | 60 kg | Emil Kliment       | Piotr Cherudzinski    | Georg Vogel            |
| MS 1920 | 60 kg | Eugen Wiedmann     | Andreas Jaquemont     | Gustav Kubu            |
| MS 1922 | 60 kg | Heinrich Graf      | Karl Kõiv             | Gustav Ernesaks        |
| MS 1923 | 60 kg | Andreas Stadler    | Wilhelm Rosinek       | Emil Kliment           |
| MS 1937 | 60 kg | Georg Liebsch      | Anton Richter         | Max Walter             |
| MS 1938 | 60 kg | Georg Liebsch      | Attilio Bescapè       | Anton Richter          |
| MS 1946 | 60 kg | Arvid Andersson    | Mahmoud Fayad         | Moisey Kasyanik        |
| MS 1947 | 60 kg | Robert Higgins     | Nam Su-Il             | Emerick Ishikawa       |
| MS 1949 | 60 kg | Mahmoud Fayad      | Johan Runge           | Max Heral              |
| MS 1950 | 60 kg | Mahmoud Fayad      | Yevgeny Lopatin       | Julian Creus           |
| MS 1951 | 60 kg | Said Khalifa Gouda | Johan Runge           | Julian Creus           |
| MS 1953 | 60 kg | Nikolay Saksonov   | Rafael Čimiškjan      | Einar Eriksson         |
| MS 1954 | 60 kg | Rafael Čimiškjan   | Ivan Udodov           | Nil Tun Maung          |
| MS 1955 | 60 kg | Rafael Čimiškjan   | Ivan Udodov           | Kamal Mahgoub          |
| MS 1957 | 60 kg | Jevgenij Minajev   | Sebastiano Mannironi  | Isaac Berger           |
| MS 1958 | 60 kg | Isaac Berger       | Jevgenij Minajev      | Sebastiano Mannironi   |
| MS 1959 | 60 kg | Marian Zieliński   | Isaac Berger          | Sebastiano Mannironi   |
| MS 1961 | 60 kg | Isaac Berger       | Sebastiano Mannironi  | Nebyla udělena         |
| MS 1961 | 60 kg | Isaac Berger       | Jevgenij Minajev      | Nebyla udělena         |
| MS 1962 | 60 kg | Jevgenij Minajev   | Yevgeny Katsura       | Rudolf Kozłowski       |
| MS 1963 | 60 kg | Jošinobu Mijake    | Isaac Berger          | Imre Földi             |
| MS 1964 | 60 kg | Jošinobu Mijake    | Isaac Berger          | Mieczysław Nowak       |
| MS 1965 | 60 kg | Jošinobu Mijake    | Mieczysław Nowak      | Rudolf Kozłowski       |
| MS 1966 | 60 kg | Jošinobu Mijake    | Mieczysław Nowak      | Jošijuki Mijake        |
| MS 1968 | 60 kg | Jošinobu Mijake    | Dito Shanidze         | Jošijuki Mijake        |
| MS 1969 | 60 kg | Jošijuki Mijake    | Mladen Kuchev         | Dito Shanidze          |
| MS 1970 | 60 kg | Mieczysław Nowak   | Jan Wojnowski         | Jošijuki Mijake        |
| MS 1971 | 60 kg | Jošijuki Mijake    | Kenkichi Ando         | Norair Nurikyan        |
| MS 1972 | 60 kg | Norair Nurikjan    | Dito Shanidze         | János Benedek          |
| MS 1973 | 60 kg | Dito Shanidze      | Norair Nurikyan       | Jan Wojnowski          |
| MS 1974 | 60 kg | Georgi Todorov     | Nikolaj Kolesnikov    | Norair Nurikyan        |
| MS 1975 | 60 kg | Georgi Todorov     | Nikolaj Kolesnikov    | Wiesław Pawluk         |
| MS 1976 | 60 kg | Nikolaj Kolesnikov | Georgi Todorov        | Kazumasa Hirai         |
| MS 1977 | 60 kg | Nikolaj Kolesnikov | Janko Rusev           | Grzegorz Cziura        |
| MS 1978 | 60 kg | Nikolaj Kolesnikov | Takashi Saito         | Valentin Todorov       |
| MS 1979 | 60 kg | Marek Seweryn      | Georgi Todorov        | Setsuya Goto           |
| MS 1980 | 60 kg | Viktor Mazin       | Stefan Dimitrov       | Marek Seweryn          |
| MS 1981 | 60 kg | Beloslav Manolov   | Daniel Núñez          | Jurik Sarkisjan        |
| MS 1982 | 60 kg | Jurik Sarkisjan    | Andreas Behm          | Daniel Núñez           |
| MS 1983 | 60 kg | Jurik Sarkisjan    | Stefan Topurov        | Gelu Radu              |
| MS 1984 | 60 kg | Chen Weiqiang      | Gelu Radu             | Tsai Wen-yee           |
| MS 1985 | 60 kg | Naum Shalamanov    | Jurik Sarkisjan       | Andreas Letz           |
| MS 1986 | 60 kg | Naum Shalamanov    | Attila Czanka         | Andreas Letz           |
| MS 1987 | 60 kg | Stefan Topurov     | Jurik Sarkisjan       | Oksen Mirzojan         |
| MS 1989 | 60 kg | Naim Süleymanoğlu  | Nikolay Peshalov      | Attila Czanka          |
| MS 1990 | 60 kg | Nikolay Peshalov   | Kim Yong-Su           | Luo Jianming           |
| MS 1991 | 60 kg | Naim Süleymanoğlu  | Jurik Sarkisjan       | He Yingqiang           |
| MS 1993 | 64 kg | Naim Süleymanoğlu  | Ri Hi-Bong            | Jurik Sarkisjan        |
| MS 1994 | 64 kg | Naim Süleymanoğlu  | Valerios Leonidis     | Attila Czanka          |
| MS 1995 | 64 kg | Naim Süleymanoğlu  | Valerios Leonidis     | Peng Song              |
| MS 1997 | 64 kg | Xiao Jiangang      | Hafız Süleymanoğlu    | Asif Malikov           |
| MS 1998 | 62 kg | Leonidas Sabanis   | Nikolaj Pešalov       | Sevdalin Minchev       |
| MS 1999 | 62 kg | Le Maosheng        | Leonidas Sabanis      | Sevdalin Minchev       |
| MS 2001 | 62 kg | Henadzi Aliashchuk | Li Yinglong           | Stefan Georgiev        |
| MS 2002 | 62 kg | Im Yong-Su         | Le Maosheng           | Stefan Georgiev        |
| MS 2003 | 62 kg | Halil Mutlu        | Le Maosheng           | Shi Zhiyong            |
| MS 2005 | 62 kg | Qiu Le             | Zhang Ping            | Adrian Jigău           |
| MS 2006 | 62 kg | Qiu Le             | Óscar Figueroa        | Diego Salazar          |
| MS 2007 | 62 kg | Yang Fan           | Im Yong-Su            | Ivaylo Filev           |
| MS 2009 | 62 kg | Ding Jianjun       | Eko Yuli Irawan       | Yang Fan               |
| MS 2010 | 62 kg | Kim Un-Guk         | Zhang Jie             | Erol Bilgin            |
| MS 2011 | 62 kg | Zhang Jie          | Kim Un-Guk            | Eko Yuli Irawan        |
| MS 2013 | 62 kg | Chen Lijun         | Kim Un-Guk            | Óscar Figueroa         |
| MS 2014 | 62 kg | Kim Un-guk         | Eko Yuli Irawan       | Ding Jianjun           |
| MS 2015 | 62 kg | Chen Lijun         | Francisco Mosquera    | Óscar Figueroa         |
| MS 2017 | 62 kg | Francisco Mosquera | Yoichi Itokazu        | Shota Mishvelidze      |
| MS 2018 | 67 kg | Chen Lijun         | Huang Minhao          | Julio Mayora           |
| MS 2019 | 67 kg | Chen Lijun         | Feng Lüdong           | Pak Jong-ju            |
| MS 2021 | 67 kg | Doston Yokubov     | Francisco Mosquera    | Zulfat Garaev          |
| MS 2022 | 67 kg | Francisco Mosquera | Čchen Li-ťün          | Weeraphon Wichuma      |
| MS 2023 | 67 kg | Chen Lijun (CHN)   | Eko Yuli Irawan (INA) | Gor Sahakyan (ARM)     |
| MS 2024 | 65 kg | Ri Won-ju (PRK)    | Pak Pyol (PRK)        | Yusuf Fehmi Genç (TUR) |

## Lehká váha
| Rok     | Limit   | Zlato                   | Stříbro                | Bronz                       |
| ------- | ------- | ----------------------- | ---------------------- | --------------------------- |
| MS 1905 | 67,5 kg | Nikolaus Winkler        | Albert Hansen          | Paul Grimm                  |
| MS 1905 | 70 kg   | Pierre Buisson          | Charles Liébault       | Marcel Bouteiller           |
| MS 1905 | 70 kg   | Pierre Buisson          | Charles Liébault       | Robert Fredon               |
| MS 1906 | 70 kg   | Georges Lorthiois       | Pierre Slosse          | Arthur Fessler              |
| MS 1907 | 70 kg   | Johannes Zebrowsky      | Virgile Guerraz        | Heinrich Glenzer            |
| MS 1910 | 70 kg   | Eugen Ruhland           | Karl Swoboda           | Josef Schwabl               |
| MS 1911 | 70 kg   | Ulrich Blaser           | Franz Komarek          | Peter Reinmuth              |
| MS 1911 | 70 kg   | Josef Schwabl           | Albert Meyer           | Paul Gnauk                  |
| MS 1911 | 70 kg   | Albert Meyer            | Nikolaus Winkler       | Max Kempe                   |
| MS 1911 | 70 kg   | Franz Komarek           | Josef Schwabl          | Leopold Butzek              |
| MS 1913 | 70 kg   | Wilhelm Köhler          | Karl Samfaß            | Karl Swoboda                |
| MS 1920 | 67,5 kg | Philipp List            | Josef Zimmermann       | Karl Palkowitz              |
| MS 1922 | 67,5 kg | Alfred Neuland          | Eduard Vanaaseme       | Voldemar Noormägi           |
| MS 1923 | 67,5 kg | Rudolf Edinger          | Heinrich Baumann       | Bohumil Durdis              |
| MS 1937 | 67,5 kg | Tony Terlazzo           | Robert Fein            | Karl Jansen                 |
| MS 1938 | 67,5 kg | Tony Terlazzo           | Attia Hamouda          | Karl Schwitalle             |
| MS 1946 | 67,5 kg | Stanley Stanczyk        | Vladimir Svetilko      | Georgi Popov                |
| MS 1947 | 67,5 kg | Pete George             | John Stuart            | George Espeut               |
| MS 1949 | 67,5 kg | Ibrahim Shams           | Joe Pitman             | Arvid Andersson             |
| MS 1950 | 67,5 kg | Joe Pitman              | Attia Hamouda          | Vladimir Svetilko           |
| MS 1951 | 67,5 kg | Ibrahim Shams           | Joe Pitman             | Hassan Ferdos               |
| MS 1953 | 67,5 kg | Pete George             | Dmitry Ivanov          | Said Khalifa Gouda          |
| MS 1954 | 67,5 kg | Dmitry Ivanov           | Said Khalifa Gouda     | Josef Tauchner              |
| MS 1955 | 67,5 kg | Nikolay Kostylev        | Said Khalifa Gouda     | Nil Tun Maung               |
| MS 1957 | 67,5 kg | Viktor Bushuev          | Ivan Abadžiev          | Jan Czepułkowski            |
| MS 1958 | 67,5 kg | Viktor Bushuev          | Luciano De Genova      | Henrik Tamraz               |
| MS 1959 | 67,5 kg | Viktor Bushuev          | Akop Faradzhyan        | Abdul-Wahid Aziz            |
| MS 1961 | 67,5 kg | Waldemar Baszanowski    | Sergey Lopatin         | Marian Zieliński            |
| MS 1962 | 67,5 kg | Vladimir Kaplunov       | Waldemar Baszanowski   | Marian Zieliński            |
| MS 1963 | 67,5 kg | Marian Zieliński        | Waldemar Baszanowski   | Vladimir Kaplunov           |
| MS 1964 | 67,5 kg | Waldemar Baszanowski    | Vladimir Kaplunov      | Marian Zieliński            |
| MS 1965 | 67,5 kg | Waldemar Baszanowski    | Marian Zieliński       | Vladimir Kaplunov           |
| MS 1966 | 67,5 kg | Yevgeny Katsura         | Marian Zieliński       | Parviz Jalayer              |
| MS 1968 | 67,5 kg | Waldemar Baszanowski    | Parviz Jalayer         | Marian Zieliński            |
| MS 1969 | 67,5 kg | Waldemar Baszanowski    | János Bagócs           | Zbigniew Kaczmarek          |
| MS 1970 | 67,5 kg | Zbigniew Kaczmarek      | Waldemar Baszanowski   | János Bagócs                |
| MS 1971 | 67,5 kg | Zbigniew Kaczmarek      | Waldemar Baszanowski   | Mucharby Kiržinov           |
| MS 1972 | 67,5 kg | Mucharby Kiržinov       | Mladen Kuchev          | Zbigniew Kaczmarek          |
| MS 1973 | 67,5 kg | Mucharby Kiržinov       | Mladen Kuchev          | Petar Yanev                 |
| MS 1974 | 67,5 kg | Petro Korol             | Zbigniew Kaczmarek     | Nasrollah Dehnavi           |
| MS 1975 | 67,5 kg | Petro Korol             | Zbigniew Kaczmarek     | Mladen Kuchev               |
| MS 1976 | 67,5 kg | Petro Korol             | Daniel Senet           | Kazimierz Czarnecki         |
| MS 1977 | 67,5 kg | Roberto Urrutia         | Sergey Pevsner         | Zbigniew Kaczmarek          |
| MS 1978 | 67,5 kg | Janko Rusev             | Zbigniew Kaczmarek     | Günter Ambraß               |
| MS 1979 | 67,5 kg | Janko Rusev             | Joachim Kunz           | Daniel Senet                |
| MS 1980 | 67,5 kg | Janko Rusev             | Joachim Kunz           | Mincho Pashov               |
| MS 1981 | 67,5 kg | Joachim Kunz            | Mincho Pashov          | Daniel Senet                |
| MS 1982 | 67,5 kg | Piotr Mandra            | Virgil Dociu           | Zhao Xinming                |
| MS 1983 | 67,5 kg | Joachim Kunz            | Janko Rusev            | Andreas Behm                |
| MS 1984 | 67,5 kg | Yao Jingyuan            | Andrei Socaci          | Jouni Grönman               |
| MS 1985 | 67,5 kg | Mikhail Petrov          | Veselin Galabarov      | Yao Jingyuan                |
| MS 1986 | 67,5 kg | Mikhail Petrov          | Stefan Topurov         | Marek Seweryn               |
| MS 1987 | 67,5 kg | Mikhail Petrov          | Andreas Behm           | Israel Militosyan           |
| MS 1989 | 67,5 kg | Israel Militosyan       | Yoto Yotov             | Kim Myong-Nam               |
| MS 1990 | 67,5 kg | Kim Myong-Nam           | Yoto Yotov             | Ri Hi-Bong                  |
| MS 1991 | 67,5 kg | Yoto Yotov              | Israel Militosyan      | Kim Myong-Nam               |
| MS 1993 | 70 kg   | Yoto Yotov              | Ergün Batmaz           | Andreas Behm                |
| MS 1994 | 70 kg   | Fedail Güler            | Yoto Yotov             | Angel Genchev               |
| MS 1995 | 70 kg   | Zhan Xugang             | Fedail Güler           | Ergün Batmaz                |
| MS 1997 | 70 kg   | Zlatan Vanev            | Zhan Xugang            | Wan Jianhui                 |
| MS 1998 | 69 kg   | Plamen Zhelyazkov       | Georgios Tzelilis      | Wan Jianhui                 |
| MS 1999 | 69 kg   | Galabin Boevski         | Georgios Tzelilis      | Valerios Leonidis           |
| MS 2001 | 69 kg   | Galabin Boevski         | Georgios Tzelilis      | Reyhan Arabacıoğlu          |
| MS 2002 | 69 kg   | Zhang Guozheng          | Chen Chufu             | Youssef Sbai                |
| MS 2003 | 69 kg   | Zhang Guozheng          | Lee Bae-Young          | Turan Mirzayev              |
| MS 2005 | 69 kg   | Shi Zhiyong             | Lee Bae-Young          | Vencelas Dabaya             |
| MS 2006 | 69 kg   | Vencelas Dabaya         | Shi Zhiyong            | Demir Demirev               |
| MS 2007 | 69 kg   | Zhang Guozheng          | Shi Zhiyong            | Demir Demirev               |
| MS 2009 | 69 kg   | Liao Chuej              | Arakel Mirzoyan        | Triyatno                    |
| MS 2010 | 69 kg   | Mete Binay              | Armen Ghazaryan        | Triyatno                    |
| MS 2011 | 69 kg   | Tang Deshang            | Oleg Chen              | Wu Chao                     |
| MS 2013 | 69 kg   | Liao Chuej              | Oleg Chen              | Kim Myong-Hyok              |
| MS 2014 | 69 kg   | Liao Chuej              | Mohamed Ihab           | Kim Myong-hyok              |
| MS 2015 | 69 kg   | Shi Zhiyong             | Oleg Chen              | Daniyar Ismayilov           |
| MS 2017 | 69 kg   | Won Jeong-sik           | Tairat Bunsuk          | Bernardin Kingue            |
| MS 2018 | 73 kg   | Shi Zhiyong             | Won Jeong-sik          | Vadzim Likharad             |
| MS 2019 | 73 kg   | Shi Zhiyong             | O Kang-chol            | Bozhidar Andreev            |
| MS 2021 | 73 kg   | Rahmat Erwin Abdullah   | Briken Calja           | Suttipong Jeeram            |
| MS 2022 | 73 kg   | Rahmat Erwin Abdullah   | Rizki Juniansyah       | Alexej Čurkin               |
| MS 2023 | 73 kg   | Weeraphon Wichuma (THA) | Wei Yinting (CHN)      | Muhammed Furkan Özbek (TUR) |
| MS 2024 | 71 kg   | Ri Ryong-hyon (PRK)     | Rizki Juniansyah (INA) | Zhong Zhiguang (CHN)        |

## Střední váha
| Rok     | Limit | Zlato                      | Stříbro                     | Bronz                            |
| ------- | ----- | -------------------------- | --------------------------- | -------------------------------- |
| MS 1905 | 80 kg | Otto Walther               | Josef Lindinger             | Edmund Danzer                    |
| MS 1905 | 80 kg | André Dufour               | Miche Blayac                | Roger Morbu                      |
| MS 1906 | 80 kg | Albert Deroubaix           | Louis Vasseur               | Gustave Lacroix                  |
| MS 1907 | 80 kg | Andreas Lutz               | Johann Formberger           | Hans Abraham                     |
| MS 1908 | 80 kg | Johann Eibel               | Anton Nejedlik              | Johann Staudinger                |
| MS 1909 | 80 kg | Johann Eibel               | Josef Hofböck               | Anton Lenz                       |
| MS 1910 | 80 kg | Hans Abraham               | Karl Ackermann              | Rudolf Oswald                    |
| MS 1910 | 80 kg | Leopold Hennermüller       | Johann Eibel                | Leopold Bartasek                 |
| MS 1911 | 80 kg | Leopold Hennermüller       | Eugen Ruhland               | Andreas Lutz                     |
| MS 1911 | 80 kg | Rudolf Oswald              | Leopold Hennermüller        | Peter Haase                      |
| MS 1911 | 80 kg | Hans Abraham               | Beertye Berculon            | August Stubner                   |
| MS 1911 | 80 kg | Leopold Hennermüller       | Ulrich Blaser               | August Stubner                   |
| MS 1913 | 80 kg | Leopold Hennermüller       | Hans Abraham                | Josef Buchegger                  |
| MS 1920 | 75 kg | Karl Stritesky             | Ulrich Blaser               | Josef Kammerer                   |
| MS 1922 | 75 kg | Saul Hallap                | Alberts Ozoliņš             | Alfred Puusaag                   |
| MS 1923 | 75 kg | Karl Freiberger            | Leopold Friedrich           | Alberts Ozoliņš                  |
| MS 1937 | 75 kg | John Terpak                | Adolf Wagner                | Hans Valla                       |
| MS 1938 | 75 kg | Adolf Wagner               | Rudolf Ismayr               | John Terpak                      |
| MS 1946 | 75 kg | Khadr El Touni             | John Terpak                 | Frank Spellman                   |
| MS 1947 | 75 kg | Stanley Stanczyk           | Frank Spellman              | Kim Seong-Jip                    |
| MS 1949 | 75 kg | Khadr El Touni             | Pete George                 | Hassan Rahnavardi                |
| MS 1950 | 75 kg | Khadr El Touni             | Pete George                 | Vladimir Puškarev                |
| MS 1951 | 75 kg | Pete George                | Dave Sheppard               | Khadr El Touni                   |
| MS 1953 | 75 kg | Tommy Kono                 | Dave Sheppard               | Jurij Duganov                    |
| MS 1954 | 75 kg | Pete George                | Fjodor Bogdanovskij         | Stanley Stanczyk                 |
| MS 1955 | 75 kg | Pete George                | Fjodor Bogdanovskij         | Ingemar Franzén                  |
| MS 1957 | 75 kg | Tommy Kono                 | Fjodor Bogdanovskij         | Jan Bochenek                     |
| MS 1958 | 75 kg | Tommy Kono                 | Fjodor Bogdanovsijy         | Marcel Paterni                   |
| MS 1959 | 75 kg | Tommy Kono                 | Fjodor Bogdanovskij         | Jan Bochenek                     |
| MS 1961 | 75 kg | Alexandr Kurynov           | Győző Veres                 | Marcel Paterni                   |
| MS 1962 | 75 kg | Alexandr Kurynov           | Mihály Huszka               | Mohammad Ami-Tehrani             |
| MS 1963 | 75 kg | Alexandr Kurynov           | Mihály Huszka               | Hans Zdražila                    |
| MS 1964 | 75 kg | Hans Zdražila              | Viktor Kurencov             | Masuši Óuči                      |
| MS 1965 | 75 kg | Viktor Kurencov            | Werner Dittrich             | Alexandr Kurynov                 |
| MS 1966 | 75 kg | Viktor Kurencov            | Waldemar Baszanowski        | Werner Dittrich                  |
| MS 1968 | 75 kg | Viktor Kurencov            | Masuši Óuči                 | Károly Bakos                     |
| MS 1969 | 75 kg | Viktor Kurencov            | Gábor Szarvas               | Juhani Mursu                     |
| MS 1970 | 75 kg | Viktor Kurencov            | Leif Jenssen                | Gábor Szarvas                    |
| MS 1971 | 75 kg | Vladimir Kanygin           | Leif Jenssen                | Anselmo Silvino                  |
| MS 1972 | 75 kg | Jordan Bikov               | Mohamed Tarabulsi           | Anselmo Silvino                  |
| MS 1973 | 75 kg | Nedelčo Kolev              | Peter Wenzel                | András Stark                     |
| MS 1974 | 75 kg | Nedelčo Kolev              | Rumen Rusev                 | Peter Wenzel                     |
| MS 1975 | 75 kg | Peter Wenzel               | Jordan Mitkov               | Nedelčo Kolev                    |
| MS 1976 | 75 kg | Jordan Mitkov              | Vardan Militosjan           | Peter Wenzel                     |
| MS 1977 | 75 kg | Jurik Vardanjan            | Peter Wenzel                | Günter Schliwka                  |
| MS 1978 | 75 kg | Roberto Urrutia            | Vardan Militosjan           | Peter Wenzel                     |
| MS 1979 | 75 kg | Roberto Urrutia            | Nedelčo Kolev               | Peter Wenzel                     |
| MS 1980 | 75 kg | Asen Zlatev                | Oleksandr Pervij            | Nedelčo Kolev                    |
| MS 1981 | 75 kg | Janko Rusev                | Oleksandr Pervij            | Julio Echenique                  |
| MS 1982 | 75 kg | Janko Rusev                | Minčo Pašov                 | Vladimir Michaljov               |
| MS 1983 | 75 kg | Aleksandar Varbanov        | Vladimir Kuzněcov           | Zdravko Stoičkov                 |
| MS 1984 | 75 kg | Karl-Heinz Radschinsky     | Jacques Demers              | Dragomir Cioroslan               |
| MS 1985 | 75 kg | Aleksandar Varbanov        | Minčo Pašov                 | Andrei Socaci                    |
| MS 1986 | 75 kg | Aleksandar Varbanov        | Borislav Gidikov            | Andrei Socaci                    |
| MS 1987 | 75 kg | Borislav Gidikov           | Aleksandar Varbanov         | Ingo Steinhöfel                  |
| MS 1989 | 75 kg | Altymurad Orazdurdyjev     | Pablo Lara                  | Jon Chol-Ho                      |
| MS 1990 | 75 kg | Fjodor Kasapu              | Andrei Socaci               | Jordan Jordanov                  |
| MS 1991 | 75 kg | Pablo Lara                 | Roman Sevastějev            | Fjodor Kasapu                    |
| MS 1993 | 76 kg | Altymurad Orazdurdyjev     | Ruslan Savčenko             | Kim Myong-Nam                    |
| MS 1994 | 76 kg | Pablo Lara                 | Ingo Steinhöfel             | Ruslan Savčenko                  |
| MS 1995 | 76 kg | Pablo Lara                 | Joto Jotov                  | Viktor Mitrou                    |
| MS 1997 | 76 kg | Joto Jotov                 | Georgi Gardev               | Waldemar Kosiński                |
| MS 1998 | 77 kg | Zlatan Vanev               | Petar Tanev                 | Mehmet Yılmaz                    |
| MS 1999 | 77 kg | Badr Salem Nayef           | Viktor Mitrou               | Plamen Željazkov                 |
| MS 2001 | 77 kg | Nader Sufyan Abbas         | Oleg Perepečjonov           | Mohammad Hossein Barkhah         |
| MS 2002 | 77 kg | Georgi Markov              | Oleg Perepečjonov           | Mohammad Hossein Barkhah         |
| MS 2003 | 77 kg | Mohammad Ali Falahatinejad | Reyhan Arabacıoğlu          | Li Chung-li                      |
| MS 2005 | 77 kg | Li Chung-li                | Sebastian Dogariu           | Nader Sufyan Abbas               |
| MS 2006 | 77 kg | Taner Sağır                | Li Chung-li                 | Ara Khachatryan                  |
| MS 2007 | 77 kg | Ivan Stoicov               | Gevorg Davtyan              | Li Chung-li                      |
| MS 2009 | 77 kg | Lü Siao-ťün                | Tigran Martirosyan          | Su Ta-ťin                        |
| MS 2010 | 77 kg | Tigran Martirosyan         | Lü Siao-ťün                 | Tarek Yehia                      |
| MS 2011 | 77 kg | Lü Siao-ťün                | Su Ta-ťin                   | Sa Jae-Hyouk                     |
| MS 2013 | 77 kg | Lü Siao-ťün                | Kim Kwang-Song              | Ulugbek Alimov                   |
| MS 2014 | 77 kg | Zhong Guoshun              | Kim Kwang-song              | Kirill Pavlov                    |
| MS 2015 | 77 kg | Nidžat Rahimov             | Mohamed Ihab                | Andranik Karapetyan              |
| MS 2017 | 77 kg | Mohamed Ihab               | Rejepbay Rejepov            | Harrison Maurus                  |
| MS 2018 | 81 kg | Lü Siao-ťün                | Mohamed Ihab                | Li Dayin                         |
| MS 2019 | 81 kg | Lü Siao-ťün                | Li Dayin                    | Brayan Rodallegas                |
| MS 2021 | 81 kg | Karlos Nasar               | Mirmostafa Javadi           | Marin Robu                       |
| MS 2022 | 81 kg | Li Dayin                   | Rejepbaý Rejepow            | Kim Woo-jae                      |
| MS 2023 | 81 kg | Oscar Reyes (ITA)          | Rahmat Erwin Abdullah (INA) | Mukhammadkodir Toshtemirov (UZB) |
| MS 2024 | 79 kg | Ri Chong-song (PRK)        | Alexey Churkin (KAZ)        | Mukhammadkodir Toshtemirov (UZB) |

## Lehkotěžká váha
| Rok     | Limit   | Zlato                   | Stříbro                | Bronz                     |
| ------- | ------- | ----------------------- | ---------------------- | ------------------------- |
| MS 1920 | 82,5 kg | Josef Straßberger       | Franz Zuba             | Leopold Hennermüller      |
| MS 1922 | 82,5 kg | Roger François          | Johannes Toom          | Rudolf Tihane             |
| MS 1923 | 82,5 kg | Jaroslav Skobla         | Sebastian Haberl       | August Böhnel             |
| MS 1937 | 82,5 kg | Fritz Haller            | Louis Hostin           | Anton Gietl               |
| MS 1938 | 82,5 kg | John Davis              | Fritz Haller           | Louis Hostin              |
| MS 1946 | 82,5 kg | Grigorij Novak          | Frank Kay              | Henri Ferrari             |
| MS 1947 | 82,5 kg | John Terpak             | Keevil Daly            | Juhani Vellamo            |
| MS 1949 | 82,5 kg | Stanley Stanczyk        | Jean Debuf             | Rasoul Raeisi             |
| MS 1950 | 82,5 kg | Stanley Stanczyk        | Arkadij Vorobjov       | Arabi Awadi               |
| MS 1951 | 82,5 kg | Stanley Stanczyk        | Jean Debuf             | Hassan Rahnavardi         |
| MS 1953 | 82,5 kg | Arkadij Vorobjov        | Trofim Lomakin         | Stanley Stanczyk          |
| MS 1954 | 82,5 kg | Tommy Kono              | Trofim Lomakin         | Jean Debuf                |
| MS 1955 | 82,5 kg | Tommy Kono              | Vasily Stepanov        | Jim George                |
| MS 1957 | 82,5 kg | Trofim Lomakin          | Jim George             | Jalal Mansouri            |
| MS 1958 | 82,5 kg | Trofim Lomakin          | Jim George             | Ireneusz Paliński         |
| MS 1959 | 82,5 kg | Rudolf Plyukfelder      | Ireneusz Paliński      | Jim George                |
| MS 1961 | 82,5 kg | Rudolf Plyukfelder      | Géza Tóth              | Tommy Kono                |
| MS 1962 | 82,5 kg | Győző Veres             | Tommy Kono             | Géza Tóth                 |
| MS 1963 | 82,5 kg | Győző Veres             | Rudolf Plyukfelder     | Géza Tóth                 |
| MS 1964 | 82,5 kg | Rudolf Plyukfelder      | Géza Tóth              | Győző Veres               |
| MS 1965 | 82,5 kg | Norbert Ozimek          | Alexandr Kiďajev       | Jerzy Kaczkowski          |
| MS 1966 | 82,5 kg | Vladimir Belyayev       | Győző Veres            | Hans Zdražila             |
| MS 1968 | 82,5 kg | Boris Selitsky          | Vladimir Belyayev      | Norbert Ozimek            |
| MS 1969 | 82,5 kg | Masashi Ouchi           | Károly Bakos           | Boris Selitsky            |
| MS 1970 | 82,5 kg | Gennadij Ivančenko      | Norbert Ozimek         | David Rigert              |
| MS 1971 | 82,5 kg | Boris Pavlov            | Kaarlo Kangasniemi     | György Horváth            |
| MS 1972 | 82,5 kg | Leif Jenssen            | Norbert Ozimek         | György Horváth            |
| MS 1973 | 82,5 kg | Vladimir Ryzhenkov      | Frank Zielecke         | Stefan Sochanski          |
| MS 1974 | 82,5 kg | Trendafil Stoychev      | Leif Jenssen           | Rolf Milser               |
| MS 1975 | 82,5 kg | Valery Shary            | Trendafil Stoychev     | Juhani Avellan            |
| MS 1976 | 82,5 kg | Valery Shary            | Trendafil Stoychev     | Péter Baczakó             |
| MS 1977 | 82,5 kg | Gennadij Bessonov       | Péter Baczakó          | Paweł Rabczewski          |
| MS 1978 | 82,5 kg | Jurik Vardanjan         | Péter Baczakó          | Paweł Rabczewski          |
| MS 1979 | 82,5 kg | Jurik Vardanjan         | Blagoy Blagoev         | Dušan Poliačik            |
| MS 1980 | 82,5 kg | Jurik Vardanjan         | Blagoy Blagoev         | Dušan Poliačik            |
| MS 1981 | 82,5 kg | Jurik Vardanjan         | Asen Zlatev            | Dušan Poliačik            |
| MS 1982 | 82,5 kg | Asen Zlatev             | Oleksandr Pervij       | Bertalan Mandzák          |
| MS 1983 | 82,5 kg | Jurik Vardanjan         | Asen Zlatev            | László Barsi              |
| MS 1984 | 82,5 kg | Petre Becheru           | Robert Kabbas          | Ryoji Isaoka              |
| MS 1985 | 82,5 kg | Jurik Vardanjan         | Asen Zlatev            | László Király             |
| MS 1986 | 82,5 kg | Asen Zlatev             | Israil Arsamakov       | László Barsi              |
| MS 1987 | 82,5 kg | László Barsi            | Sergey Li              | Asen Zlatev               |
| MS 1989 | 82,5 kg | Kiril Kounev            | Plamen Bratoychev      | Ingo Steinhöfel           |
| MS 1990 | 82,5 kg | Altimurat Orazdurdiev   | Sergey Li              | Kiril Kounev              |
| MS 1991 | 82,5 kg | Ibragim Samadov         | Aleksandr Blyshchyk    | Plamen Bratoychev         |
| MS 1993 | 83 kg   | Pyrros Dimas            | Marc Huster            | Kiril Kounev              |
| MS 1994 | 83 kg   | Marc Huster             | Sergo Chakhoyan        | Sunay Bulut               |
| MS 1995 | 83 kg   | Pyrros Dimas            | Marc Huster            | Vadim Vacarciuc           |
| MS 1997 | 83 kg   | Andrzej Cofalik         | Dursun Sevinç          | Krzysztof Siemion         |
| MS 1998 | 85 kg   | Pyrros Dimas            | Marc Huster            | Yury Mishkovets           |
| MS 1999 | 85 kg   | Shahin Nassirinia       | Pyrros Dimas           | Marc Huster               |
| MS 2001 | 85 kg   | Giorgi Asanidze         | Aliaksandr Anishchanka | Milen Dobrev              |
| MS 2002 | 85 kg   | Zlatan Vanev            | Giorgi Asanidze        | Ruslan Novikau            |
| MS 2003 | 85 kg   | Valeriu Calancea        | Yuan Aijun             | Sergo Chakhoyan           |
| MS 2005 | 85 kg   | Ilja Ilin               | Lu Yong                | Aslanbek Ediev            |
| MS 2006 | 85 kg   | Andrej Rybakou          | Aslanbek Ediev         | Tigran Martirosyan        |
| MS 2007 | 85 kg   | Andrej Rybakou          | Aslanbek Ediev         | Vadzim Straltsou          |
| MS 2009 | 85 kg   | Lu Yong                 | Siarhei Lahun          | Vladimir Kuznetsov        |
| MS 2010 | 85 kg   | Adrian Zieliński        | Aleksey Yufkin         | Siarhei Lahun             |
| MS 2011 | 85 kg   | Kianoush Rostami        | Benjamin Hennequin     | Adrian Zieliński          |
| MS 2013 | 85 kg   | Apti Aukhadov           | Ivan Markov            | Artem Okulov              |
| MS 2014 | 85 kg   | Kianoush Rostami        | Ivan Markov            | Artem Okulov              |
| MS 2015 | 85 kg   | Artem Okulov            | Kianoush Rostami       | Apti Aukhadov             |
| MS 2017 | 85 kg   | Arley Méndez            | Krzysztof Zwarycz      | Antonino Pizzolato        |
| MS 2018 | 89 kg   | Artem Okulov            | Pavel Khadasevich      | Revaz Davitadze           |
| MS 2019 | 89 kg   | Hakob Mkrtchyan         | Ali Miri               | Revaz Davitadze           |
| MS 2021 | 89 kg   | Yu Dong-ju              | Sarvarbek Zafarjonov   | Revaz Davitadze           |
| MS 2022 | 89 kg   | Keydomar Vallenilla     | Brayan Rodallegas      | Liou Chuan-chua           |
| MS 2023 | 89 kg   | Mirmostafa Javadi (IRI) | Li Dayin (CHN)         | Keydomar Vallenilla (VEN) |
| MS 2024 | 88 kg   | Karlos Nasar (BUL)      | Ro Kwang-ryol (PRK)    | Marin Robu (MDA)          |

## Polotěžká váha
| Rok     | Limit | Zlato                    | Stříbro               | Bronz                    |
| ------- | ----- | ------------------------ | --------------------- | ------------------------ |
| MS 1891 | 90 kg | Norbert Schemansky       | Mohamed Ibrahim Saleh | Firouz Pojhan            |
| MS 1953 | 90 kg | Norbert Schemansky       | Mohamed Ibrahim Saleh | Mohamed Ali Abdelkerim   |
| MS 1954 | 90 kg | Arkadij Vorobjov         | Dave Sheppard         | Clyde Emrich             |
| MS 1955 | 90 kg | Arkadij Vorobjov         | Clyde Emrich          | Hassan Rahnavardi        |
| MS 1957 | 90 kg | Arkadij Vorobjov         | Hassan Rahnavardi     | Firouz Pojhan            |
| MS 1958 | 90 kg | Arkadij Vorobjov         | Dave Sheppard         | Ivan Veselinov           |
| MS 1959 | 90 kg | Louis Martin             | Arkadij Vorobjov      | Czesław Białas           |
| MS 1961 | 90 kg | Ireneusz Paliński        | Louis Martin          | Arkadij Vorobjov         |
| MS 1962 | 90 kg | Louis Martin             | Ireneusz Paliński     | Bill March               |
| MS 1963 | 90 kg | Louis Martin             | Ireneusz Paliński     | Eduard Brovko            |
| MS 1964 | 90 kg | Vladimir Golovanov       | Louis Martin          | Ireneusz Paliński        |
| MS 1965 | 90 kg | Louis Martin             | Vladimir Golovanov    | Géza Tóth                |
| MS 1966 | 90 kg | Géza Tóth                | Ireneusz Paliński     | Marek Gołąb              |
| MS 1968 | 90 kg | Kaarlo Kangasniemi       | Jaan Talts            | Marek Gołąb              |
| MS 1969 | 90 kg | Kaarlo Kangasniemi       | Bo Johansson          | Géza Tóth                |
| MS 1970 | 90 kg | Vasily Kolotov           | Phil Grippaldi        | Géza Tóth                |
| MS 1971 | 90 kg | David Rigert             | Vasily Kolotov        | Bo Johansson             |
| MS 1972 | 90 kg | Andon Nikolov            | Atanas Shopov         | Hans Bettembourg         |
| MS 1973 | 90 kg | David Rigert             | Vasily Kolotov        | Peter Petzold            |
| MS 1974 | 90 kg | David Rigert             | Sergey Poltoratsky    | Peter Petzold            |
| MS 1975 | 90 kg | David Rigert             | Sergey Poltoratsky    | Peter Petzold            |
| MS 1976 | 90 kg | David Rigert             | Lee James             | Atanas Shopov            |
| MS 1977 | 90 kg | Sergey Poltoratsky       | Rolf Milser           | Alberto Blanco           |
| MS 1978 | 90 kg | Rolf Milser              | Gennadij Bessonov     | Ferenc Antalovics        |
| MS 1979 | 90 kg | Gennadij Bessonov        | Rolf Milser           | Witold Walo              |
| MS 1980 | 90 kg | Péter Baczakó            | Rumen Aleksandrov     | Frank Mantek             |
| MS 1981 | 90 kg | Blagoy Blagoev           | Yury Zakharevich      | Lubomir Usherov          |
| MS 1982 | 90 kg | Blagoy Blagoev           | Jurik Vardanjan       | Frank Mantek             |
| MS 1983 | 90 kg | Blagoy Blagoev           | Viktor Solodov        | Andrzej Piotrowski       |
| MS 1984 | 90 kg | Nicu Vlad                | Dumitru Petre         | David Mercer             |
| MS 1985 | 90 kg | Anatoly Khrapaty         | Nebyla udělena        | Piotr Krukowski          |
| MS 1985 | 90 kg | Viktor Solodov           | Nebyla udělena        | Piotr Krukowski          |
| MS 1986 | 90 kg | Anatoly Khrapaty         | Viktor Solodov        | Zoltán Balázsfi          |
| MS 1987 | 90 kg | Anatoly Khrapaty         | Ivan Chakarov         | Sławomir Zawada          |
| MS 1989 | 90 kg | Anatoly Khrapaty         | Sergey Syrtsov        | Ivan Chakarov            |
| MS 1990 | 90 kg | Anatoly Khrapaty         | Ivan Chakarov         | Kim Byung-Chan           |
| MS 1991 | 90 kg | Sergey Syrtsov           | Ivan Chakarov         | Kim Byung-Chan           |
| MS 1993 | 91 kg | Ivan Chakarov            | Kakhi Kakhiashvili    | Anatoly Khrapaty         |
| MS 1994 | 91 kg | Aleksey Petrov           | Akakios Kakiasvilis   | Viktor Beliatsky         |
| MS 1995 | 91 kg | Igor Alekseyev           | Aleksander Karapetyan | Andrey Makarov           |
| MS 1997 | 91 kg | Maksim Agapitov          | Tadeusz Drzazga       | Julio Luna               |
| MS 1998 | 94 kg | Akakios Kakiasvilis      | Oliver Caruso         | Leonidas Kokas           |
| MS 1999 | 94 kg | Akakios Kakiasvilis      | Szymon Kołecki        | Leonidas Kokas           |
| MS 2001 | 94 kg | Kourosh Bagheri          | Nizami Pashayev       | Szymon Kołecki           |
| MS 2002 | 94 kg | Nizami Pashayev          | Milen Dobrev          | Oliver Caruso            |
| MS 2003 | 94 kg | Milen Dobrev             | Hakan Yılmaz          | Vadim Vacarciuc          |
| MS 2005 | 94 kg | Nizami Pashayev          | Mukhamat Sozayev      | Milen Dobrev             |
| MS 2006 | 94 kg | Ilja Ilin                | Szymon Kołecki        | Roman Konstantinov       |
| MS 2007 | 94 kg | Roman Konstantinov       | Yoandry Hernández     | Szymon Kołecki           |
| MS 2009 | 94 kg | Vladimir Sedov           | Nizami Pashayev       | Kim Min-Jae              |
| MS 2010 | 94 kg | Alexandr Ivanov          | Artem Ivanov          | Valeriu Calancea         |
| MS 2011 | 94 kg | Ilja Ilin                | Artem Ivanov          | Saeid Mohammadpour       |
| MS 2013 | 94 kg | Alexandr Ivanov          | Almas Uteshov         | Vladimir Sedov           |
| MS 2014 | 94 kg | Zhassulan Kydyrbayev     | Vladimir Sedov        | Aurimas Didžbalis        |
| MS 2015 | 94 kg | Vadzim Straltsou         | Adrian Zieliński      | Dmytro Chumak            |
| MS 2017 | 94 kg | Sohrab Moradi            | Aurimas Didžbalis     | Seyedayoob Mousavijarahi |
| MS 2018 | 96 kg | Sohrab Moradi            | Tian Tao              | Nicolae Onică            |
| MS 2019 | 96 kg | Tian Tao                 | Fares El-Bakh         | Anton Pliesnoi           |
| MS 2021 | 96 kg | Lesman Paredes           | Fares El-Bakh         | Keydomar Vallenilla      |
| MS 2022 | 96 kg | Lesman Paredes           | Nurgissa Adiletuly    | Jhor Moreno              |
| MS 2023 | 96 kg | Karim Abokahla (EGY)     | Won Jong-beom (KOR)   | Qasim Hasan (IRQ)        |
| MS 2024 | 98 kg | Nurgissa Adiletuly (KAZ) | Revaz Davitadze (GEO) | Ali Aalipour (IRI)       |

## První těžká váha
| Rok      | Limit  | Zlato                 | Stříbro             | Bronz                 |
| -------- | ------ | --------------------- | ------------------- | --------------------- |
| MS 1977  | 100 kg | Anatoly Kozlov        | Helmut Losch        | Michel Broillet       |
| MS 1978  | 100 kg | David Rigert          | Sergey Arakelov     | Manfred Funke         |
| MS 1979  | 100 kg | Pavel Syrchin         | Janos Solyomvari    | Alberto Blanco        |
| MS 1980* | 100 kg | Ota Zaremba           | Igor Nikitin        | Alberto Blanco        |
| MS 1981  | 100 kg | Viktor Sots           | Bruno Matykiewicz   | Veselin Osikovski     |
| MS 1982  | 100 kg | Viktor Sots           | Yury Zakharevich    | Bruno Matykiewicz     |
| MS 1983  | 100 kg | Pavel Kuznetsov       | Alexandr Popov      | Andrzej Komar         |
| MS 1984* | 100 kg | Rolf Milser           | Vasile Groapă       | Pekka Niemi           |
| MS 1985  | 100 kg | Andor Szanyi          | Pavel Kuznetsov     | Nicu Vlad             |
| MS 1986  | 100 kg | Nicu Vlad             | Boris Seregin       | Andor Szanyi          |
| MS 1987  | 100 kg | Pavel Kuznetsov       | Nicu Vlad           | Andor Szanyi          |
| MS 1989  | 100 kg | Petar Stefanov        | Nicu Vlad           | Pavel Kuznetsov       |
| MS 1990  | 100 kg | Nicu Vlad             | Igor Sadykov        | Sergey Kopytov        |
| MS 1991  | 100 kg | Igor Sadykov          | Ivalin Raychev      | Francis Tournefier    |
| MS 1993  | 99 kg  | Viktor Tregubov       | Sergey Syrtsov      | Igor Sadykov          |
| MS 1994  | 99 kg  | Sergey Syrtsov        | Viktor Tregubov     | Stanislav Rybalchenko |
| MS 1995  | 99 kg  | Akakios Kakiasvilis   | Sergey Syrtsov      | Anatoly Khrapaty      |
| MS 1997  | 99 kg  | Martin Tešovič        | Choi Jong-Keun      | Oleksiy Obukhov       |
| MS 2018  | 102 kg | Ali Hashemi           | Dmytro Chumak       | Reza Beiralvandc      |
| MS 2019  | 102 kg | Yauheni Tsikhantsou   | Jin Yun-seong       | Reza Dehdar           |
| MS 2021  | 102 kg | Rasoul Motamedi       | Jin Yun-seong       | Amir Hoghoughi        |
| MS 2022  | 102 kg | Tarify El-Bakh        | Reza Dehdar         | Samvel Gasparyan      |
| MS 2023  | 102 kg | Artyom Antropov (KAZ) | Fares El-Bakh (QAT) | Marcos Ruiz (ESP)     |

## Těžká váha
| Rok     | Limit    | Zlato                  | Stříbro                  | Bronz                    |
| ------- | -------- | ---------------------- | ------------------------ | ------------------------ |
| MS 1891 | Open     | Edward Lawrence Levy   | Giacomo Zafarana         | Arthur François          |
| MS 1898 | Open     | Wilhelm Türk           | Eduard Binder            | Georg Hackenschmidt      |
| MS 1899 | Open     | Sergey Yeliseyev       | Johannes Rödl            | Enrico Scuri             |
| MS 1903 | Open     | François Lancoud       | Heinrich Schneidereit\|  | Gustave Empain           |
| MS 1904 | Open     | Josef Steinbach        | Josef Grafl              | Johann Staudinger        |
| MS 1905 | +80 kg   | Josef Steinbach        | Karl Witzelsberger       | Franz Pitka              |
| MS 1905 | +80 kg   | Josef Steinbach        | Heinrich Neuhaus         | Alois Selos              |
| MS 1905 | +80 kg   | Émile Schweitzer       | Jean-Pierre Péchaud      | Gustave Laqueille        |
| MS 1906 | +80 kg   | Heinrich Schneidereit  | Émile Besson             | Gustave Falleur          |
| MS 1907 | +80 kg   | Heinrich Rondi         | Heinrich Schneidereit    | Georg Schleidt           |
| MS 1908 | +80 kg   | Josef Grafl            | Berthold Tandler         | Edmund Danzer            |
| MS 1909 | +80 kg   | Josef Grafl            | Karl Swoboda             | Berthold Tandler         |
| MS 1910 | +80 kg   | Josef Grafl            | Heinrich Rondi           | Berthold Tandler         |
| MS 1910 | +80 kg   | Josef Grafl            | Karl Swoboda             | Berthold Tandler         |
| MS 1911 | +80 kg   | Josef Grafl            | Heinrich Rondi           | Heinrich Schneidereit    |
| MS 1911 | +80 kg   | Karl Swoboda           | Berthold Tandler         | Franz Buchholz           |
| MS 1911 | +80 kg   | Berthold Tandler       | Anton Dorregeest         | Hermann Gäßler           |
| MS 1911 | +80 kg   | Karl Swoboda           | Josef Grafl              | Berthold Tandler         |
| MS 1913 | +80 kg   | Josef Grafl            | Berthold Tandler         | Jan Krause               |
| MS 1920 | +82.5 kg | Karl Mörke             | Franz Aigner             | Heinrich Alscher         |
| MS 1922 | +82.5 kg | Harald Tammer          | Kārlis Leilands          | Kaljo Raag               |
| MS 1923 | +82.5 kg | Franz Aigner           | Josef Leppelt            | Georg Schrammel          |
| MS 1937 | +82.5 kg | Josef Manger           | Václav Pšenička          | Heinz Schattner          |
| MS 1938 | +82.5 kg | Josef Manger           | Steve Stanko             | Arnold Luhaäär           |
| MS 1946 | +82.5 kg | John Davis             | Yakov Kutsenko           | Mohamed Geisa            |
| MS 1947 | +82.5 kg | John Davis             | Norbert Schemansky       | Václav Bečvář            |
| MS 1949 | +82.5 kg | John Davis             | Niels Petersen           | Robert Allart            |
| MS 1950 | +82.5 kg | John Davis             | Yakov Kutsenko           | Melvin Barnett           |
| MS 1951 | +90 kg   | John Davis             | James Bradford           | Mohamed Geisa            |
| MS 1953 | +90 kg   | Doug Hepburn           | John Davis               | Humberto Selvetti        |
| MS 1954 | +90 kg   | Norbert Schemansky     | James Bradford           | Franz Hölbl              |
| MS 1955 | +90 kg   | Paul Anderson          | James Bradford           | Eino Mäkinen             |
| MS 1957 | +90 kg   | Aleksey Medvedev       | Humberto Selvetti        | Alberto Pigaiani         |
| MS 1958 | +90 kg   | Aleksey Medvedev       | Dave Ashman              | Firouz Pojhan            |
| MS 1959 | +90 kg   | Jurij Vlasov           | James Bradford           | Ivan Veselinov           |
| MS 1961 | +90 kg   | Jurij Vlasov           | Richard Zirk             | Eino Mäkinen             |
| MS 1962 | +90 kg   | Jurij Vlasov           | Norbert Schemansky       | Gary Gubner              |
| MS 1963 | +90 kg   | Jurij Vlasov           | Norbert Schemansky       | Leonid Žabotinskij       |
| MS 1964 | +90 kg   | Leonid Žabotinskij     | Jurij Vlasov             | Norbert Schemansky       |
| MS 1965 | +90 kg   | Leonid Žabotinskij     | Gary Gubner              | Károly Ecser             |
| MS 1966 | +90 kg   | Leonid Žabotinskij     | Bob Bednarski            | Stanislav Batishev       |
| MS 1968 | +90 kg   | Leonid Žabotinskij     | Serge Reding             | Joe Dube                 |
| MS 1969 | 110 kg   | Bob Bednarski          | Jaan Talts               | Kauko Kangasniemi        |
| MS 1970 | 110 kg   | Jaan Talts             | Aleksandar Krajčev       | Bob Bednarski            |
| MS 1971 | 110 kg   | Yury Kozin             | Stefan Grützner          | Aleksandar Krajčev       |
| MS 1972 | 110 kg   | Jaan Talts             | Aleksandar Krajčev       | Stefan Grützner          |
| MS 1973 | 110 kg   | Pavel Pervushin        | Helmut Losch             | Javier González          |
| MS 1974 | 110 kg   | Valery Ustyuzhin       | Jürgen Ciezki            | Yury Zaitsev             |
| MS 1975 | 110 kg   | Valentin Hristov       | Vasily Mozheikov         | Jürgen Ciezki            |
| MS 1976 | 110 kg   | Yury Zaitsev           | Krastyu Semerdzhiev      | Tadeusz Rutkowski        |
| MS 1977 | 110 kg   | Valentin Hristov       | Yury Zaitsev             | Jürgen Ciezki            |
| MS 1978 | 110 kg   | Yury Zaitsev           | Jürgen Ciezki            | Leif Nilsson             |
| MS 1979 | 110 kg   | Sergey Arakelov        | Valentin Hristov         | Leonid Taranenko         |
| MS 1980 | 110 kg   | Leonid Taranenko       | Valentin Hristov         | György Szalai            |
| MS 1981 | 110 kg   | Valery Kravchuk        | Vyacheslav Klokov        | Plamen Asparukhov        |
| MS 1982 | 110 kg   | Sergey Arakelov\|      | Vyacheslav Klokov        | Anton Baraniak           |
| MS 1983 | 110 kg   | Vyacheslav Klokov      | József Jacsó             | Anton Baraniak           |
| MS 1984 | 110 kg   | Norberto Oberburger    | Ştefan Taşnadi           | Guy Carlton              |
| MS 1985 | 110 kg   | Yury Zakharevich       | Miloš Čiernik            | Norberto Oberburger      |
| MS 1986 | 110 kg   | Yury Zakharevich       | Sergey Nagirny           | József Jacsó             |
| MS 1987 | 110 kg   | Yury Zakharevich       | József Jacsó             | Anton Baraniak           |
| MS 1989 | 110 kg   | Stefan Botev           | Andrew Davies            | Mirosław Dąbrowski       |
| MS 1990 | 110 kg   | Stefan Botev           | Nail Mukhamedyarov       | Pavlos Saltsidis         |
| MS 1991 | 110 kg   | Artur Akoyev           | Ronny Weller             | Ernesto Montoya          |
| MS 1993 | 108 kg   | Tymur Tajmazov         | Stefan Botev             | Ihor Razoronov           |
| MS 1994 | 108 kg   | Tymur Tajmazov         | Nicu Vlad                | Artur Akoyev             |
| MS 1995 | 108 kg   | Ihor Razoronov         | Cui Wenhua               | Sergey Flerko            |
| MS 1997 | 108 kg   | Cui Wenhua             | Mariusz Jędra            | Wes Barnett              |
| MS 1998 | 105 kg   | Ihor Razoronov         | Cui Wenhua               | Denys Hotfrid            |
| MS 1999 | 105 kg   | Denys Hotfrid          | Evgeny Shishlyannikov    | Choi Jong-Keun           |
| MS 2001 | 105 kg   | Vladimir Smorchkov     | Bünyamin Sudaş           | Ihor Razoronov           |
| MS 2002 | 105 kg   | Denys Hotfrid          | Alan Tsagaev             | Vladimir Smorchkov       |
| MS 2003 | 105 kg   | Said Saif Asaad        | Vladimir Smorchkov       | Bünyamin Sudaş           |
| MS 2005 | 105 kg   | Dmitry Klokov          | Alexandru Bratan         | Martin Tešovič           |
| MS 2006 | 105 kg   | Marcin Dołęga          | Dmitry Lapikov           | Dmitry Klokov            |
| MS 2007 | 105 kg   | Andrei Aramnau         | Alan Tsagaev             | Dmitry Klokov            |
| MS 2009 | 105 kg   | Marcin Dołęga          | Dmitry Lapikov           | Roman Konstantinov       |
| MS 2010 | 105 kg   | Marcin Dołęga          | Dmitry Klokov            | Vladimir Smorchkov       |
| MS 2011 | 105 kg   | Khadzhimurat Akkayev   | Dmitry Klokov            | Oleksiy Torokhtiy        |
| MS 2013 | 105 kg   | Ruslan Nurudinov       | David Bedzhanyan         | Bartłomiej Bonk          |
| MS 2014 | 105 kg   | Ilja Ilin              | Ruslan Nurudinov         | David Bedzhanyan         |
| MS 2015 | 105 kg   | Alexandr Zaichikov     | David Bedzhanyan         | Artūrs Plēsnieks         |
| MS 2017 | 105 kg   | Ali Hashemi            | Artūrs Plēsnieks         | Ivan Efremov             |
| MS 2018 | 109 kg   | Simon Martirosyan      | Yang Zhe                 | Arkadiusz Michalski      |
| MS 2019 | 109 kg   | Simon Martirosyan      | Andrei Aramnau           | Yang Zhe                 |
| MS 2021 | 109 kg   | Akbar Djurajev         | Ruslan Nurudinov         | Simon Martirosyan        |
| MS 2022 | 109 kg   | Ruslan Nurudinov       | Giorgi Chkheidze         | Rafael Cerro             |
| MS 2023 | 109 kg   | Akbar Djuraev (UZB)    | Ruslan Nurudinov (UZB)   | Dadash Dadashbayli (AZE) |
| MS 2024 | 110 kg   | Ruslan Nurudinov (UZB) | Dadash Dadashbayli (AZE) | Mehdi Karami (IRI)       |

## Super těžká váha
| Rok     | Limit   | Zlato                  | Stříbro                | Bronz                 |
| ------- | ------- | ---------------------- | ---------------------- | --------------------- |
| MS 1969 | +110 kg | Joe Dube               | Serge Reding           | Stanislav Batishev    |
| MS 1970 | +110 kg | Vasilij Alexejev       | Serge Reding           | Kalevi Lahdenranta    |
| MS 1971 | +110 kg | Vasilij Alexejev       | Ken Patera             | Ivan Atanasov         |
| MS 1972 | +110 kg | Vasilij Alexejev       | Rudolf Mang            | Gerd Bonk             |
| MS 1973 | +110 kg | Vasilij Alexejev       | Rudolf Mang            | Stanislav Batishev    |
| MS 1974 | +110 kg | Vasilij Alexejev       | Serge Reding           | Jürgen Heuser         |
| MS 1975 | +110 kg | Vasilij Alexejev       | Gerd Bonk              | Hristo Plachkov       |
| MS 1976 | +110 kg | Vasilij Alexejev       | Gerd Bonk              | Helmut Losch          |
| MS 1977 | +110 kg | Vasilij Alexejev       | Aslanbek Yenaldiev     | Jürgen Heuser         |
| MS 1978 | +110 kg | Jürgen Heuser          | Sultan Rakhmanov       | Gerd Bonk             |
| MS 1979 | +110 kg | Sultan Rakhmanov       | Jürgen Heuser          | Gerd Bonk             |
| MS 1980 | +110 kg | Sultan Rakhmanov       | Jürgen Heuser          | Tadeusz Rutkowski     |
| MS 1981 | +110 kg | Anatoly Pisarenko      | Senno Salzwedel        | Tadeusz Rutkowski     |
| MS 1982 | +110 kg | Anatoly Pisarenko      | Antonio Krastev        | Bohuslav Braum        |
| MS 1983 | +110 kg | Anatoly Pisarenko      | Alexandr Kurlovič      | Antonio Krastev       |
| MS 1984 | +110 kg | Dean Lukin             | Mario Martinez         | Manfred Nerlinger     |
| MS 1985 | +110 kg | Antonio Krastev        | Alexandr Gunašev       | Manfred Nerlinger     |
| MS 1986 | +110 kg | Antonio Krastev        | Manfred Nerlinger      | Robert Skolimowski    |
| MS 1987 | +110 kg | Alexandr Kurlovič      | Leonid Taranenko       | Antonio Krastev       |
| MS 1989 | +110 kg | Alexandr Kurlovič      | Rizvan Geliskhanov     | Michael Schubert      |
| MS 1990 | +110 kg | Leonid Taranenko       | Artur Akoyev           | Jiří Zubrický         |
| MS 1991 | +110 kg | Alexandr Kurlovič      | Manfred Nerlinger      | Kim Tae-Hyun          |
| MS 1993 | +108 kg | Ronny Weller           | Manfred Nerlinger      | Andrej Čemerkin       |
| MS 1994 | +108 kg | Alexandr Kurlovič      | Andrej Čemerkin        | Stefan Botev          |
| MS 1995 | +108 kg | Andrej Čemerkin        | Ronny Weller           | Stefan Botev          |
| MS 1997 | +108 kg | Andrej Čemerkin        | Ronny Weller           | Viktors Ščerbatihs    |
| MS 1998 | +105 kg | Andrej Čemerkin        | Ara Vardanyan          | Viktors Ščerbatihs    |
| MS 1999 | +105 kg | Andrej Čemerkin        | Jaber Saeed Salem      | Hossein Rezazadeh     |
| MS 2001 | +105 kg | Jaber Saeed Salem      | Roman Mesheryakov      | Andrej Čemerkin       |
| MS 2002 | +105 kg | Hossein Rezazadeh      | Damyan Damyanov        | Artem Udachyn         |
| MS 2003 | +105 kg | Hossein Rezazadeh      | Velichko Cholakov      | Viktors Ščerbatihs    |
| MS 2005 | +105 kg | Hossein Rezazadeh      | Jevgenij Čigišev       | Jaber Saeed Salem     |
| MS 2006 | +105 kg | Hossein Rezazadeh      | Artem Udachyn          | Dong Feng             |
| MS 2007 | +105 kg | Viktors Ščerbatihs     | Jevgenij Čigišev       | Jaber Saeed Salem     |
| MS 2009 | +105 kg | An Yong-Kwon           | Artem Udachyn          | Ihor Shymechko        |
| MS 2010 | +105 kg | Behdád Salímí          | Matthias Steiner       | Artem Udachyn         |
| MS 2011 | +105 kg | Behdád Salímí          | Sajjad Anoushiravani   | Jeon Sang-Guen        |
| MS 2013 | +105 kg | Ruslan Albegov         | Bahador Molaei         | Alexej Lovčev         |
| MS 2014 | +105 kg | Ruslan Albegov         | Behdád Salímí          | Mohamed Ihsan         |
| MS 2015 | +105 kg | Laša Talachadze        | Mart Seim              | Gor Minasyan          |
| MS 2017 | +105 kg | Laša Talachadze        | Saeid Alihosseini      | Behdád Salímí         |
| MS 2018 | +109 kg | Laša Talachadze        | Gor Minasyan           | Rustam Djangabaev     |
| MS 2019 | +109 kg | Laša Talachadze        | Gor Minasyan           | Ruben Aleksanyan      |
| MS 2021 | +109 kg | Laša Talachadze        | Varazdat Lalayan       | Gor Minasyan          |
| MS 2022 | +109 kg | Laša Talachadze        | Gor Minasyan           | Varazdat Lalayan      |
| MS 2023 | +109 kg | Laša Talachadze (GEO)  | Varazdat Lalayan (ARM) | Gor Minasyan (BHR)    |
| MS 2024 | +110 kg | Varazdat Lalayan (ARM) | Ali Davoudi (IRI)      | Alireza Yousefi (IRI) |

- v rámci OH